# Loxocemus bicolor
Nomes-comuns: pitão-mexicana,, pitão-escavadora-mexicana
Loxocemus bicolor é o único membro da família monotípica Loxocemidae, de répteis escamados da subordem Serpentes. Trata-se de uma serpente com aparência de pitão que habita a costa pacífica do México e da América Central. Não se reconhecem subespécies.
Análises de ADN mostram que os parentes mais próximos de  Loxocemus são Pythonidae e Xenopeltis.

## Descrição
Os indivíduos adultos atingem um comprimento máximo de 1.57 m, com um comprimento médio de 91 cm. O corpo é robusto e muito musculado. O focinho tem forma de pá, a cabeça é estreita e os olhos pequenos para facilitar a que se enterre no solo. A espécie é descrita como sendo terrestre e semi-fossorial, o que a torna de difícil observação e estudo. O padrão de cores é geralmente escuro com áreas de escamas brancas, embora ocasionalmente depois da muda desapareça toda a pigmentação, resultando uma serpente branca com uma mancha escura na cabeça.

## Distribuição ehabitat
Pode ser encontrada ao longo da costa do Pacífico mexicano em altitudes de baixas a moderadas nos estados de Nayarit, Jalisco, Colima, Michoacán, Morelos, Guerrero, Oaxaca, e Chiapas. Daí para sul pela Guatemala, Honduras, El Salvador, Nicarágua, e Costa Rica. A localidade-tipo é "La Unión, San Salvador" (em El Salvador).

## Ciclo de vida
Pode ser encontrada em vários habitats, incluindo florestas tropicais, húmidas e secas. Em Honduras e Guatemala, é também encontrada em vales interiores secos que drenam em direcção ao mar das Caraíbas. Crê-se que a sua dieta consista de roedores e lagartos. Foram observadas comendo ovos de iguana. São ovíparas, pondo de dois a quatro ovos de cada vez.